# املاخی
املاخی (به انگلیسی: Amlakhi) یک منطقهٔ مسکونی در هند است که در آسام واقع شده‌است.

## خصوصیات
املاخی ۱۵۰ متر بالاتر از سطح دریا واقع شده‌است.